# Château de Ramet
Le château de Ramet est un bâtiment situé à Ivoz-Ramet dans la commune de Flémalle en province de Liège (Belgique). 
Il est classé comme monument depuis le 17 février 1984.

## Localisation
Le château est situé aux nos 193/195 de la chaussée de Ramet dans la localité d'Ivoz-Ramet dans la vallée de la Meuse. Il se compose du château proprement-dit entouré de douves toujours remplies d'eau situé le long de la chaussée et, plus au sud, d'une ferme castrale en U appelée la Basse Cour bien que construite sur un terrain plus en hauteur. Un pont en pierre de deux arches franchit les douves en direction de la Basse Cour.

## Historique
Le soubassement en pierre pourrait remonter au XIIIe siècle. Le premier château aurait été construit par Jean de Ramet, fils de Guillaume de Flémalle. Plus tard, le château de Ramet fut la propriété de la famille de Fassin du XVIIe siècle jusqu'au XVIIIe siècle.

## Description

### Château
Le château est formé par un bâtiment de trois niveaux (deux étages) et de cinq travées. Cette bâtisse est flanquée dans sa partie ouest d'une imposante tour ronde un peu plus haute que le bâtiment principal. La particularité de cet édifice est l'emploi pour les deux niveaux inférieurs de moellons de grès et de calcaire alors que le niveau supérieur ajouté (ou remplacé) en 1724 est réalisé en brique avec encadrements en pierre de taille.

### Basse-cour
Cette importante construction en U d'une longueur approximative de 50 mètres entoure une cour herbeuse descendant en légère pente vers le château. La Basse-Cour, principalement construite en brique, possède plusieurs portes charretières cintrées ainsi qu'une une tour-porche aujourd'hui obturée dominant l'ensemble.

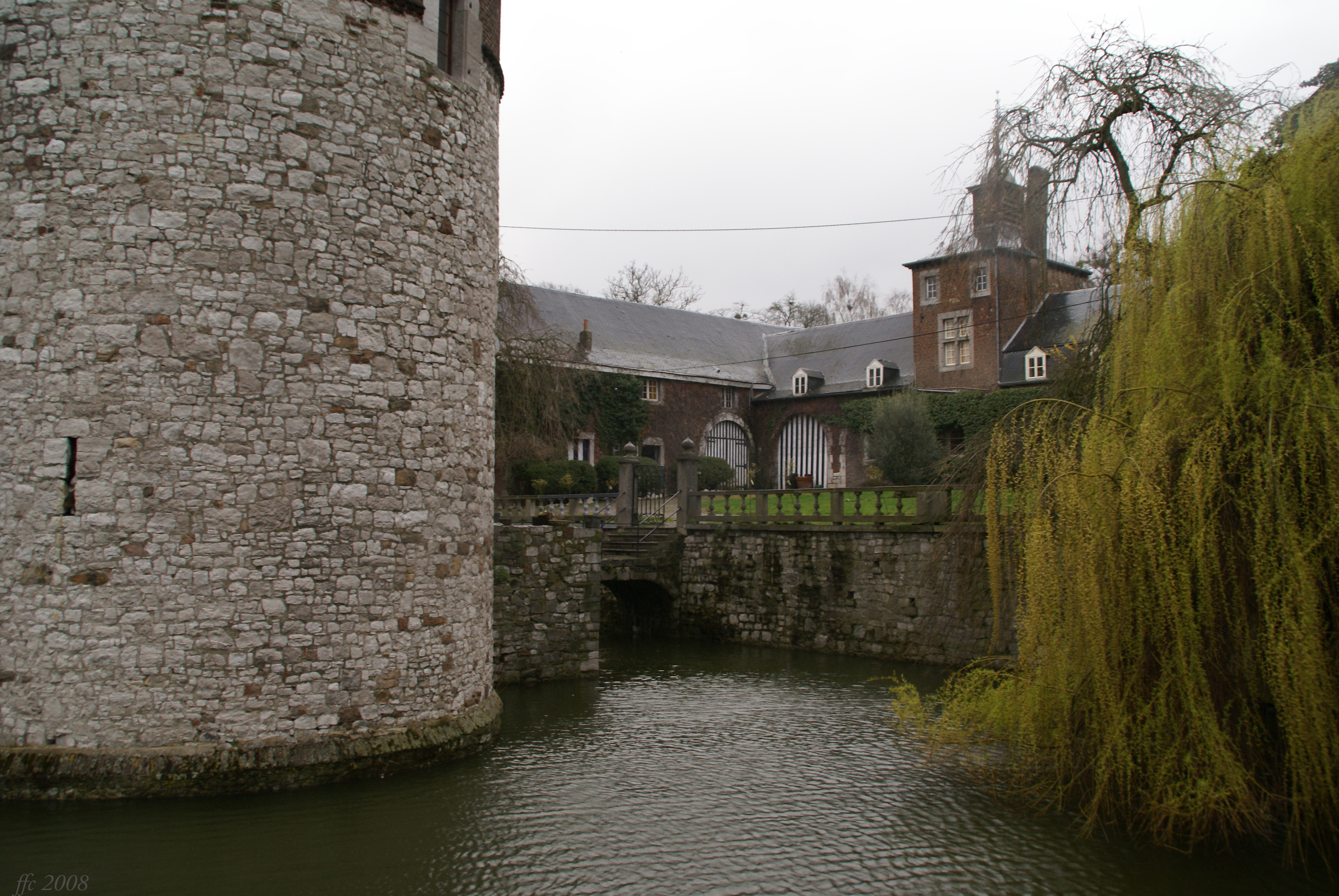
La tour du château, les douves et une partie de la Basse-Cour